# Emir Halilović
Emir Halilović (* 4. November 1989) ist ein bosnischer Fußballspieler.

## Karriere

### Verein
Halilović begann seine Karriere beim FK Budućnost Banovići. Nach dessen Aufstieg debütierte er im Juli 2010 in der Premijer Liga, als er am ersten Spieltag der Saison 2010/11 gegen den FK Drina Zvornik in der Startelf stand. Nach einer Saison in der höchsten Spielklasse musste Banovići zu Saisonende wieder absteigen.
Nach dem Abstieg wechselte er zur Saison 2011/12 zum Erstligisten NK Zvijezda Gradačac. Nach 26 Spielen in der Premijer Liga für den Verein wechselte er im September 2012 nach Tschechien zum Erstligisten FC Hradec Králové. Zu Saisonende stieg der Verein allerdings in die Zweitliga FNL ab.
Danach schloss er sich im Sommer 2013 dem drittklassigen SK Převýšov an. Nach einem halben Jahr kehrte er im Januar 2014 aber zum FC Hradec Králové zurück und stieg mit dem Klub wieder in die höchste tschechische Spielklasse auf.
Nachdem der Klub jedoch erneut abgestiegen war, wechselte Halilović zur Saison 2015/16 in die Slowakei zum FC Spartak Trnava, bei dem er einen Zweijahresvertrag erhielt. Für die Slowaken absolvierte er über 50 Spiele in der Fortuna Liga, ehe er den Verein nach Vertragsende verließ.
Im August 2017 wechselte er zum österreichischen Zweitligisten FC Blau-Weiß Linz, bei dem er einen bis Juni 2019 gültigen Vertrag erhielt. Bereits im Dezember 2017 wurde sein Vertrag wieder aufgelöst. Daraufhin kehrte er im Januar 2018 nach Bosnien zurück, wo er sich dem FK Sarajevo anschloss. In eineinhalb Jahren beim Hauptstadtklub kam er zu 37 Einsätzen in der Premijer Liga und erzielte dabei vier Tore.
Zur Saison 2019/20 kehrte Halilović nach Trnava zurück. Für Spartak kam er zu weiteren 16 Einsätzen in der Fortuna Liga und erzielte dabei zwei Tore. Im Januar 2020 wechselte er in die Türkei zum Zweitligisten Boluspor. Für Boluspor absolvierte er bis Saisonende 13 Spiele in der TFF 1. Lig. Zur Saison 2020/21 wechselte er zum Ligakonkurrenten Bandırmaspor.

### Nationalmannschaft
Halilović spielte zunächst für die bosnische U-19-Auswahl. Im Dezember 2011 debütierte er für die A-Nationalmannschaft, als er im Testspiel gegen Polen in der Startelf stand und in der 83. Minute durch Dino Ćorić ersetzt wurde.